# Goran Jurić
Goran Jurić, född 5 februari 1963 i Mostar, Jugoslavien (nuvarande Bosnien och Hercegovina), är en kroatisk före detta fotbollsspelare.